# Tampichthys mandibularis
Tampichthys mandibularis és una espècie de peix cipriniforme de la família dels ciprínids.